# Josias Leite
Josias Ferreira Leite, ou apenas Josias Leite, (São José do Egito, 17 de novembro de 1929 – local não identificado, 30 de abril de 2003) foi um advogado, geógrafo, historiador e político brasileiro, outrora deputado federal por Pernambuco.

## Dados biográficos
Filho de José Agostinho Leite e Elídia Maria Vidal. Funcionário da Assembleia Legislativa de Pernambuco e do Instituto de Aposentadoria e Pensões dos Comerciários (IAPC), formou-se advogado na Universidade Federal de Pernambuco em 1957, graduando-se geógrafo e historiador em 1960 na Universidade Católica de Pernambuco. Promotor de justiça e curador de menores, ingressou na ARENA, elegeu-se deputado federal em 1966, 1970, 1974 e 1978, migrou para o PDS em 1980, sendo reeleito em 1982.
Afastou-se do mandato parlamentar a convite do governador Roberto Magalhães, que o nomeou secretário extraordinário para a Desburocratização do Estado em 1983. De volta à Câmara dos Deputados, ausentou-se da votação da Emenda Dante de Oliveira em 1984 e em Paulo Maluf no Colégio Eleitoral em 1985, Derrotado ao buscar um novo mandato via PFL em 1986, permaneceu em Brasília como advogado.